# Paepalanthus milho-verdensis
Paepalanthus milho-verdensis är en gräsväxtart som beskrevs av Silveira. Paepalanthus milho-verdensis ingår i släktet Paepalanthus och familjen Eriocaulaceae. Inga underarter finns listade i Catalogue of Life.